# إيلك خان
إيلك خان هو لقب حمله بعض ملوك القره خانيين، وهم أول سلالة تركية مسلمة حكمت بلاد ما وراء النهر. سمي القرة خانيون لذلك بالإيلكخانيين.